# Friedrich Günther
Friedrich Günther, född 1581, död 1655, var en dansk diplomat.
Günther var född i Tyskland men gick 1615 i dansk tjänst och blev 1621 översekreterare i tyska kansliet. Som sådan utövade Günther ett stort inflytande och kan betraktas som kungens inflytelserikaste rådgivare i utrikespolitiken 1629-37. Günther användes bland annat i flera viktiga beskickningar, särskilt till Kurfurstendömet Sachsen 1631 för att söka bilda ett tredje parti, som skulle stäcka Gustav Adolfs inflytande, och 1637 till kejsaren för att underhandla om ett förbund mot Sverige. 1644 sändes Günther till Nederländerna för att motarbeta Sverige, men därmed var hans roll utspelad.